# Clusone
Clusone je italské město a comune v provincii Bergamo, Lombardii. Má přibližně 8 500 obyvatel a rozlohu 26,2 km².

## Geografie
Nachází se asi 35 kilometrů severovýchodně od Bergama v nadmořské výšce 647 m n. m.
Sousední obce jsou Gandino, Oltressenda Alta, Parre, Piario, Ponte Nossa, Rovetta a Villa d'Ogna.

## Osobnosti
- Giovanni Legrenzi (1626–1690), barokní skladatel
- Sergio Alfredo Gualberti (* 1945), arcibiskup ze Santa Cruz de la Sierra
- Attilio Rota (* 1945), cyklista
- Roberto Spampatti (* 1965), lyžař
- Paolo Savoldelli (* 1973), cyklista
- Sara Dossena (* 1984), triatlonistka a běžkyně na dlouhé tratě
- Kevin Ceccon (* 1993), závodní jezdec

## Partnerská města
- Le Raincy, Francie